# フレデリック・トムリンズ
フレデリック・トムリンズ（Frederick William Edwin "Freddie" Tomlins、1919年8月5日 - 1943年6月20日）は、イギリスの男性フィギュアスケート選手（男子シングル）である。1930年代後半に活躍し、1939年の世界フィギュアスケート選手権とヨーロッパフィギュアスケート選手権で2位となり、1936年のガルミッシュ・パルテンキルヘンオリンピックにも出場した。彼は第二次世界大戦で空軍に従軍し、イギリス海峡でナチス・ドイツの潜水艦との戦いで死亡している。

## 経歴
ランベスの生まれ。1930年代後半に活躍し、冬季オリンピックに1回、世界フィギュアスケート選手権に3回、ヨーロッパフィギュアスケート選手権に4回出場している。
1936年に開催されたガルミッシュ・パルテンキルヘンオリンピックで、当時16歳のトムリンズはフィギュアスケート男子シングルのイギリス代表4名のうちの1人に選ばれた。フィギュアスケート競技（男子シングル）は12の国から25人の選手が参加して1936年2月8日にコンパルソリー、2月14日にフリースケーティングが実施された。トムリンズはコンパルソリーで11位につけ、フリースケーティングで順位を上げたが10位にとどまった。
その他の主な競技会では、1939年の世界フィギュアスケート選手権とヨーロッパフィギュアスケート選手権でともに2位となった実績がある。トムリンズは第二次世界大戦で空軍に従軍し、イギリス海峡でナチス・ドイツの潜水艦との戦いで死亡している。

## 主な戦績
| 大会/年      | 1935-1936 | 1936-1937 | 1937-1938 | 1938-1939 |
| ------------ | --------- | --------- | --------- | --------- |
| オリンピック | 10        |           |           |           |
| 世界選手権   |           | 5         | 5         | 2         |
| 欧州選手権   | 8         | 4         | 6         | 2         |